# フォキル・ラロン・シャハ

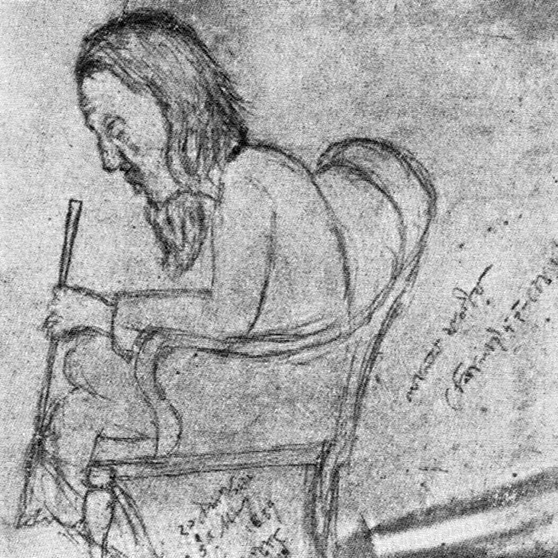
ラロン肖像画1889年。タゴール筆と伝わる

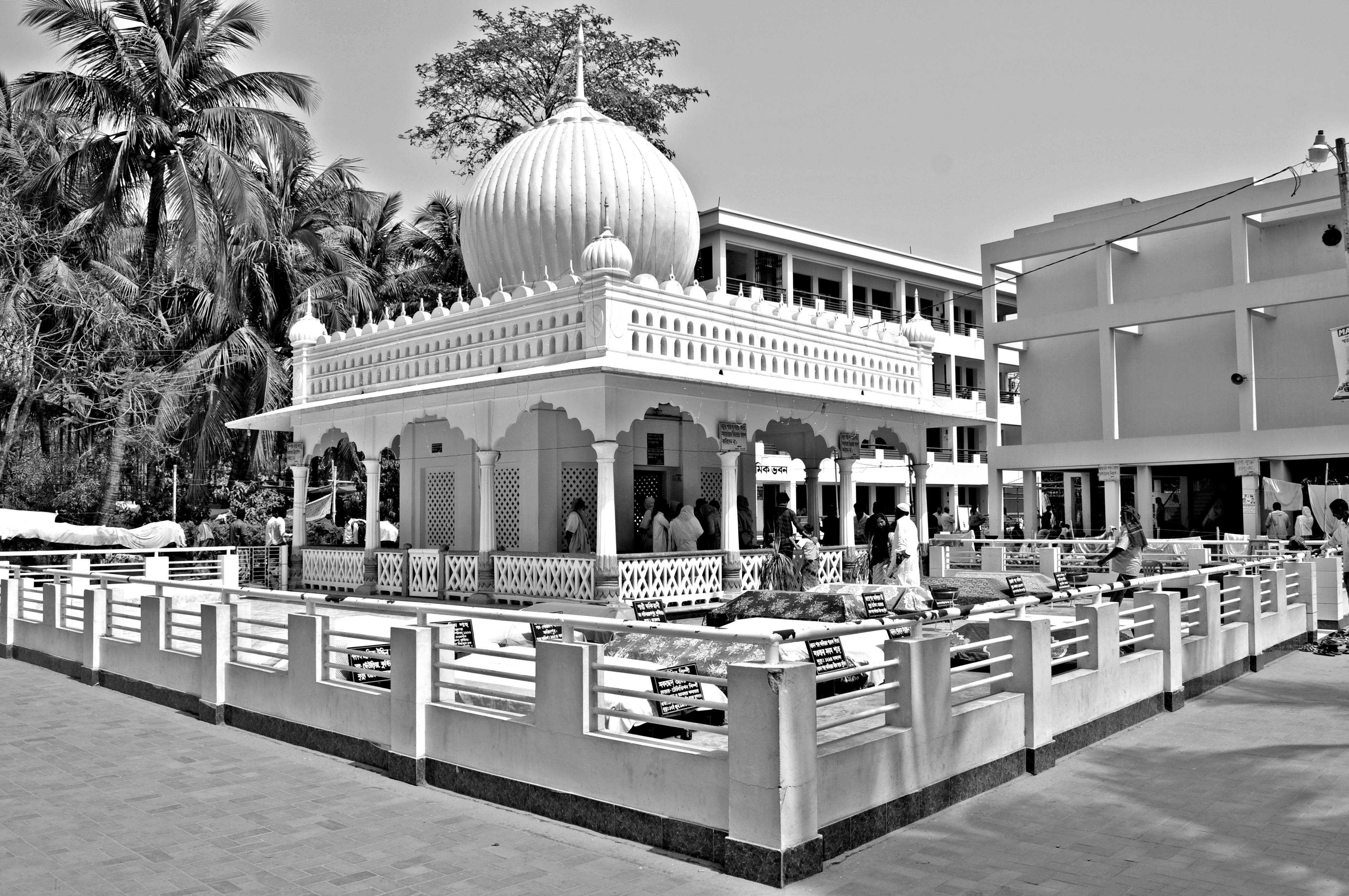
ラロン廟

フォキル・ラロン・シャハ（ベンガル語: লালন、1774年? - 1890年）は、ベンガルの歌い手バウルの聖人にして作曲家、作詞家、詩人。数千曲を作ったと伝承されている。聖人とみなされている。単にラロンと呼ばれる事も多いが、ラロン・シャもしくはラロン・シャーなど、わずかに発音が違う複数の名前で呼ばれている。

## 概要
ラロンは当時イギリス領インド（現バングラデシュ）に生まれた。高貴裕福な家に生まれたと推測される。よほど嫌な思いをしたのか、ラロンは自らの故郷の事や出自についてほとんど何も語っておらず分かっていないが、イスラム教の村と対立していた事からヒンドゥー教の村出身だという説が多い。
旅先で病にかかり死にかけ道で意識を失い倒れていた時にイスラム教の女性に助けられ、意識を失っていたラロンを家まで運び、夫と共に手厚く看病した。この際の病気は天然痘と言われている。看病の末に九死に一生を得たラロンは深く感謝し無事帰郷する。しかしながら帰郷先の故郷でまっていたのは、非難だった。宗教対立先の村に助けられた事をなじられ、失意の内に故郷を去り放浪の旅に出た。
旅先にてバウルのグル(師匠)と出会い、弟子入りしバウルとなった。宗派や村(民族)など人を分け隔てるものに苦しみ、それを超える唄を歌いだした。偶然ながら芸術的才覚に恵まれて、バウルの詩ち歌を芸術的レベルまで引き上げたとされる。細々と続いていたバウルが、芸術的才覚によって爆発的に広まり、また、多くの人に愛される切っ掛けを作った。現存するバウルは、すべて彼の弟子筋にあたると説が現地で話される程に影響が大きい人物でもある。ただし、ラロンの弟子系統以外のバウルも存在が確認されている。
生涯に千曲とも二千曲ともいわれるバウルの歌を作ったとされる。一説には1万曲をこえるとの風説も存在しているが、確実にらラロンの曲だとみなされているのは800曲ほどである。最晩年亡くなる寸前に詩聖タゴールと出会ったと信じられている。
イスラム教ヒンドゥー教分け隔てなく弟子を取り、両派の和解を願った。ラロン廟がバングラデシュのクシュティアに建立されている。聖人としてみなされ、BBSが2004年にベンガル語圏で歴史上人物の人気投票を集った所、12位にランクインした。

## 映画
1973年に「Lalon Fakir」、1992年に「After Lalon」、2004年に「Lalon」、2010年に「Moner Manush（モナー・マヌーシュ）」が制作された。